# 库克群岛联邦
庫克群島聯邦（英語：Cook Islands Federation）是1893年拉羅湯加王國接受英國保護後成立的殖民地政权。1901年，英国将对庫克群島的保護權轉交给紐西蘭。